# Ringer-Weltmeisterschaften 1910

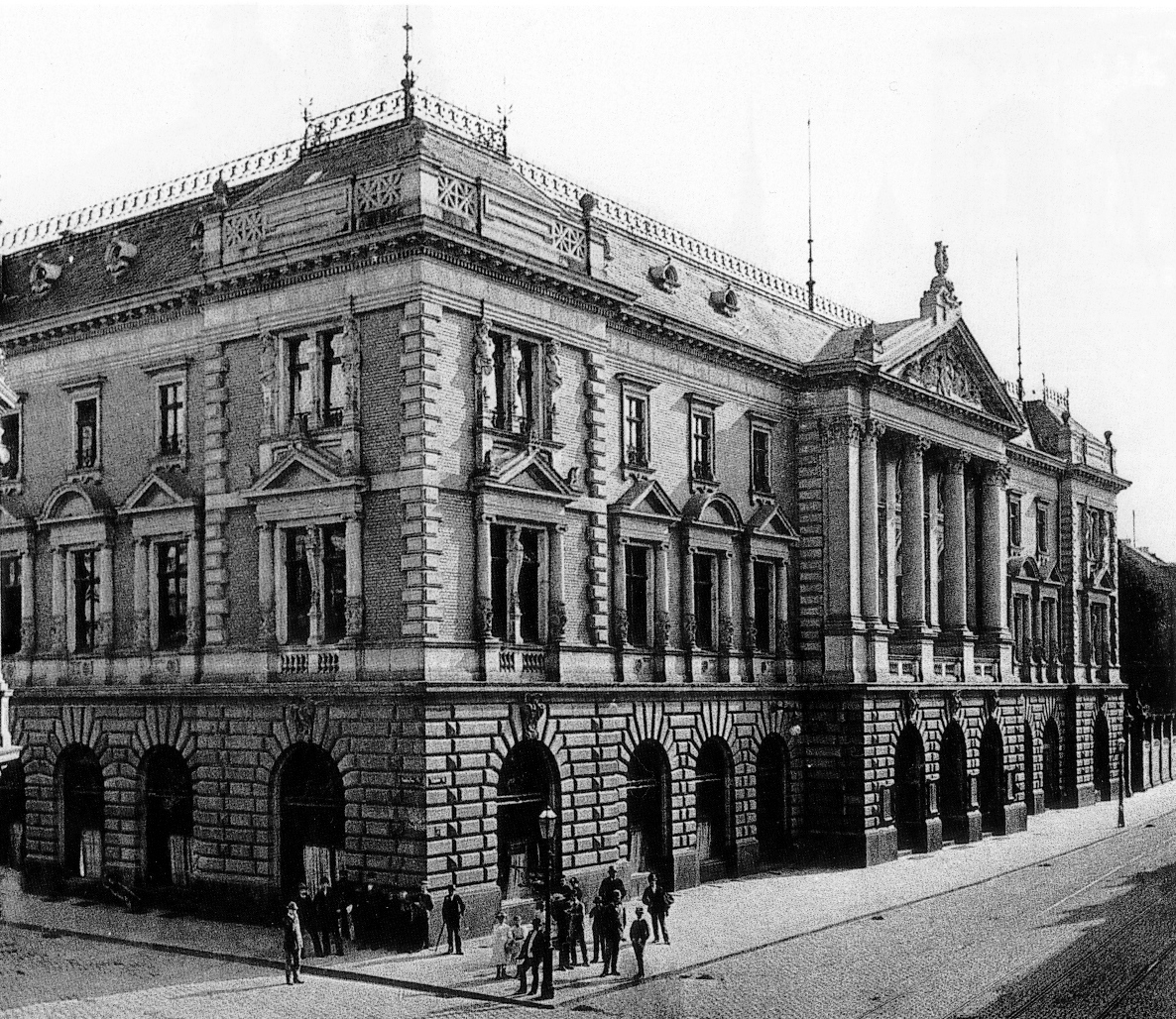
Städtische Tonhalle in Düsseldorf (1894)

Die durch den Weltverband United World Wrestling (UWW) offiziell anerkannten Ringer-Weltmeisterschaften 1910 fanden am 6. Juni 1910 in der städtischen Tonhalle von Düsseldorf statt. Die Ringerwettkämpfe im griechisch-römischen Stil wurden in vier Gewichtsklassen ausgetragen und waren Teil einer internationalen Konkurrenz, in dessen Rahmen auch die Weltmeisterschaften im Gewichtheben stattfanden.
Im Oktober 1910 wurden außerdem Weltmeisterschaften im österreichischen Wien ausgetragen, die allerdings nach heutiger Bewertung lediglich als „inoffiziell“ eingestuft werden.

## Zeitplan
| Datum            | Zeit      | [ 2 ]                                                                                      |
| ---------------- | --------- | ------------------------------------------------------------------------------------------ |
| Samstag, 4. Juni | 9:00 Uhr  | Ausschusssitzung des Deutschen Athletenverbands in der Brauerei Schlösser (Altestadt 3/13) |
| Samstag, 4. Juni | 19:00 Uhr | Kampfrichtersitzung in der Brauerei Schlösser                                              |
| Sonntag, 5. Juni | 7:00 Uhr  | Abwiegen der Gewichtheber                                                                  |
| Sonntag, 5. Juni | 8:00 Uhr  | Wettkampf der Gewichtheber (Feder-, Leicht- und Mittelgewicht)                             |
| Sonntag, 5. Juni | 15:00 Uhr | Musterriegenarbeiten                                                                       |
| Sonntag, 5. Juni | 19:00 Uhr | Wettkampf der Gewichtheber (Schwergewicht)                                                 |
| Montag, 6. Juni  | 7:00 Uhr  | Abwiegen der Ringer                                                                        |
| Montag, 6. Juni  | 8:00 Uhr  | Wettkampf der Ringer (Feder-, Leicht- und Mittelgewicht)                                   |
| Montag, 6. Juni  | 15:00 Uhr | Tauziehen (Leicht- und Schwergewicht) im Garten der städtischen Tonhalle                   |
| Montag, 6. Juni  | 17:00 Uhr | Entscheidungskämpfe der Ringer (Feder-, Leicht- und Mittelgewicht)                         |
| Montag, 6. Juni  | 19:00 Uhr | Wettkampf der Ringer (Schwergewicht)                                                       |
| Montag, 6. Juni  | danach    | Preisverteilung                                                                            |

## Medaillengewinner
| Gewichtsklasse             | Gold             | Silber        | Bronze               |
| -------------------------- | ---------------- | ------------- | -------------------- |
| Federgewicht (bis 60 kg)   | Karl Wernicke    | Uwe Fricker   | Jürgen Christian     |
| Leichtgewicht (bis 70 kg)  | Fritz Altroggen  | Hans Bauer    | J. Gelok             |
| Mittelgewicht (bis 85 kg)  | Hermann Buchholz | Fritz Kärcher | Harald Christensen   |
| Schwergewicht (über 85 kg) | Gustav Sperling  | Otto Büren    | Søren Marinus Jensen |

### Federgewicht
| Rang | Sportler           | Nation          |
| ---- | ------------------ | --------------- |
| 1    | Karl Wernicke      | Deutsches Reich |
| 2    | Uwe Fricker        | Deutsches Reich |
| 3    | Jürgen Christian   | Deutsches Reich |
| 4    | Franz Schmitz      | Deutsches Reich |
| 5    | Heinz Wüstenberg   | Deutsches Reich |
| 6    | Georg Andersen     | Deutsches Reich |
| 7    | H. Mühlenbeck      | Deutsches Reich |
| 8    | Georg Vogel        | Deutsches Reich |
| 9    | Franz Schlifke     | Deutsches Reich |
| 10   | P. Schreckenberger | Deutsches Reich |

### Leichtgewicht
| Rang | Sportler        | Nation          |
| ---- | --------------- | --------------- |
| 1    | Fritz Altroggen | Deutsches Reich |
| 2    | Hans Bauer      | Deutsches Reich |
| 3    | J. Gelok        | Niederlande     |
| 4    | J. Lorenz       | Niederlande     |
| 5    | E. Scharmacher  | Deutsches Reich |
| 6    | Franz Esser     | Deutsches Reich |
| 7    | Jakob Hörger    | Deutsches Reich |
| 8    | Alex Dorweiler  | Deutsches Reich |
| 9    | E. Budak        | Deutsches Reich |
| 10   | Franz Gervers   | Deutsches Reich |
| 11   | Andreas Mrosek  | Österreich      |

### Mittelgewicht
| Rang | Sportler           | Nation          |
| ---- | ------------------ | --------------- |
| 1    | Hermann Buchholz   | Deutsches Reich |
| 2    | Fritz Kärcher      | Deutsches Reich |
| 3    | Harald Christensen | Dänemark        |
| 4    | Heinrich Ketzer    | Deutsches Reich |
| 5    | C. Schneidewind    | Deutsches Reich |
| 6    | Jacob van Westerop | Niederlande     |
| 7    | Karl Groß          | Deutsches Reich |
| 8    | Albert Polenz      | Deutsches Reich |
| 9    | J. P. de Groot     | Niederlande     |
| 10   | Willy Diesner      | Deutsches Reich |

### Schwergewicht
| Rang | Sportler             | Nation          |
| ---- | -------------------- | --------------- |
| 1    | Gustav Sperling      | Deutsches Reich |
| 2    | Otto Büren           | Deutsches Reich |
| 3    | Søren Marinus Jensen | Dänemark        |
| 4    | Hermann Gässler      | Deutsches Reich |
| 5    | August Zielinski     | Deutsches Reich |
| 6    | Willy Fischer        | Deutsches Reich |
| 7    | Tibor Fischer        | Ungarn          |
| 8    | József Előd          | Ungarn          |
| 9    | A. Menne             | Deutsches Reich |
| 10   | W. Völker            | Deutsches Reich |

## Medaillenspiegel
| Platz | Land            | Gold | Silber | Bronze | Gesamt |
| ----- | --------------- | ---- | ------ | ------ | ------ |
| 1     | Deutsches Reich | 4    | 4      | 1      | 9      |
| 2     | Dänemark        | 0    | 0      | 2      | 2      |
| 3     | Niederlande     | 0    | 0      | 1      | 1      |